# 埼玉県道214号新方須賀さいたま線

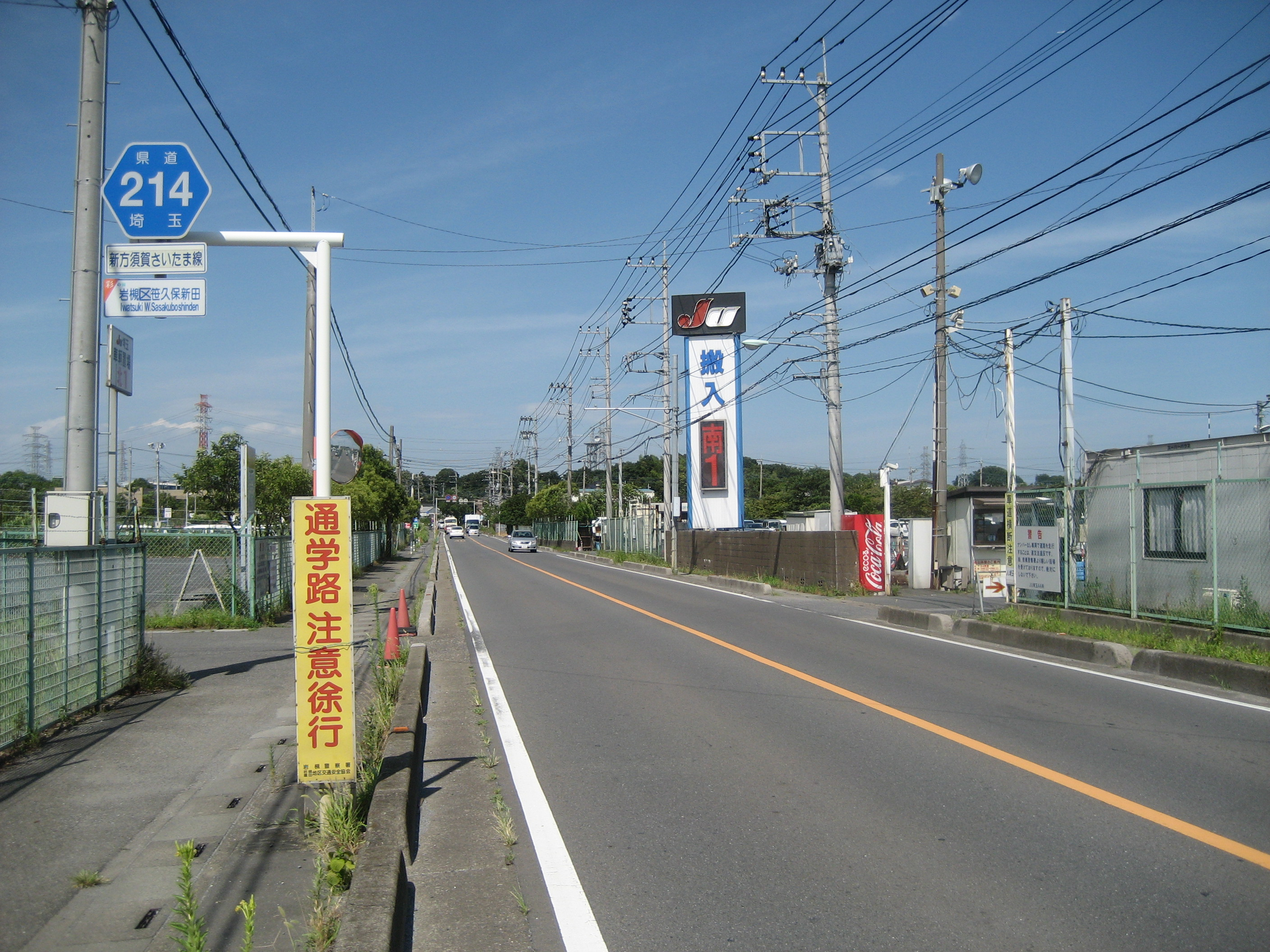
さいたま市岩槻区内

埼玉県道214号新方須賀さいたま線（さいたまけんどう214ごう にいがたすかさいたません）は、埼玉県さいたま市岩槻区大字新方須賀（にいがたすか）から、さいたま市大宮区三橋二丁目の埼玉県道165号大谷本郷さいたま線までを結ぶ一般県道である。
旧称は新方須賀与野線。

## 起点・終点・総延長
- 総延長：14,775m
- 起点：さいたま市岩槻区大字新方須賀（埼玉県道325号大野島越谷線交点、永代橋北交差点）
- 終点：さいたま市大宮区三橋二丁目（埼玉県道165号大谷本郷さいたま線交点、中並木交差点）

## 地理

### 通過する自治体
- 埼玉県
  - さいたま市（岩槻区、緑区、見沼区、大宮区、中央区）

## 接続・交差する道路
| 交差する道路                                                         | 交差点名                                                        | 所在地     | 所在地 |
| -------------------------------------------------------------------- | --------------------------------------------------------------- | ---------- | ------ |
| 埼玉県道325号大野島越谷線                                            | 永代橋北                                                        | さいたま市 | 岩槻区 |
| 埼玉県道48号越谷岩槻線                                               | 永代橋                                                          | さいたま市 | 岩槻区 |
| 埼玉県道48号越谷岩槻線                                               | 末田                                                            | さいたま市 | 岩槻区 |
| 埼玉県道324号蒲生岩槻線                                              | 笹久保                                                          | さいたま市 | 岩槻区 |
| 国道122号・E4 東北自動車道                                           | ※立体交差                                                       | さいたま市 | 緑区   |
| 埼玉県道105号さいたま鳩ヶ谷線                                        | 浦和東高校入口                                                  | さいたま市 | 緑区   |
| 埼玉県道105号さいたま鳩ヶ谷線                                        | 上野田                                                          | さいたま市 | 緑区   |
| 埼玉県道65号さいたま幸手線                                           | 東新井                                                          | さいたま市 | 見沼区 |
| （南中野通り）                                                       |                                                                 | さいたま市 | 見沼区 |
| 埼玉県道1号さいたま川口線（第二産業道路）                            | 南中野南                                                        | さいたま市 | 見沼区 |
| （中川分水通り）                                                     |                                                                 | さいたま市 | 見沼区 |
| 埼玉県道35号川口上尾線（産業道路）                                   | 東町                                                            | さいたま市 | 大宮区 |
| 埼玉県道90号大宮停車場線 埼玉県道164号鴻巣桶川さいたま線（旧中山道） | 大宮駅東口入口                                                  | さいたま市 | 大宮区 |
| 埼玉県道164号鴻巣桶川さいたま線（旧中山道）                          | 吉敷町                                                          | さいたま市 | 大宮区 |
| 埼玉県道56号さいたまふじみ野所沢線                                   | 上落合                                                          | さいたま市 | 中央区 |
| （与野中央通り）                                                     | 桜木町四丁目南                                                  | さいたま市 | 大宮区 |
| 国道17号                                                             | 桜木町四丁目 （これより新大宮バイパスまで、通称：三橋中央通り） | さいたま市 | 大宮区 |
| 埼玉県道165号大谷本郷さいたま線                                      | 中並木                                                          | さいたま市 | 大宮区 |

### 重複区間
- 埼玉県道48号越谷岩槻線（さいたま市岩槻区 永代橋交差点 - 末田交差点）
- 埼玉県道105号さいたま鳩ヶ谷線（さいたま市緑区 浦和東高校入口交差点 - 上野田交差点）
- 埼玉県道1号さいたま川口線（第二産業道路）（さいたま市見沼区 南中野南交差点 - 南中野交差点）
- 埼玉県道164号鴻巣桶川さいたま線（さいたま市大宮区 大宮駅東口入口交差点 - 吉敷町交差点）
- 国道17号（さいたま市中央区 上落合交差点 - さいたま市 大宮区　桜木町四丁目交差点）

### 交差する鉄道路線、河川
- 元荒川（さいたま市岩槻区）
- 綾瀬川（さいたま市緑区）
- 見沼代用水（東縁）（さいたま市緑区）
- 芝川（さいたま市大宮区）
- 見沼代用水（西縁）（さいたま市大宮区）
- 京浜東北線、宇都宮線、高崎線、東北新幹線・上越新幹線 ※立体交差（さいたま市大宮区）

### 沿道の主な施設
| 施設                                                            | 所在地 |
| --------------------------------------------------------------- | ------ |
| さいたま市立岩槻南部公民館                                      | 岩槻区 |
| さいたま市消防局岩槻消防署笹久保出張所                          | 岩槻区 |
| 埼玉県立浦和東高等学校                                          | 緑区   |
| さぎ山記念公園・見沼自然公園                                    | 緑区   |
| 浦和競馬場トレーニングセンター                                  | 緑区   |
| 慶應義塾大学 薬学部浦和共立キャンパス                           | 緑区   |
| 大宮共立病院                                                    | 見沼区 |
| 旧坂東家住宅見沼くらしっく館                                    | 見沼区 |
| さいたま市大宮聖苑                                              | 見沼区 |
| さいたま市立片柳コミュニティセンター （さいたま市立片柳図書館） | 見沼区 |
| さいたま市消防局見沼消防署                                      | 見沼区 |
| さいたま市立片柳中学校                                          | 見沼区 |
| 見沼区役所片柳支所                                              | 見沼区 |
| 大宮片柳郵便局                                                  | 見沼区 |
| 大宮東警察署片柳交番                                            | 見沼区 |
| ヨークマート南中野店                                            | 見沼区 |
| 日本大学法学部大宮グラウンド                                    | 見沼区 |
| さいたま市立海老沼小学校                                        | 見沼区 |
| 東新井団地                                                      | 見沼区 |
| 大宮開成中学校・高等学校                                        | 大宮区 |
| さいたま市立大宮東中学校                                        | 大宮区 |
| 大宮警察署参道交番                                              | 大宮区 |
| さいたま市立大宮小学校                                          | 大宮区 |
| 大宮タカシマヤ                                                  | 大宮区 |
| 大宮駅                                                          | 大宮区 |
| 国際学院埼玉短期大学                                            | 大宮区 |
| 埼玉県食肉衛生検査センター                                      | 大宮区 |

## ギャラリー

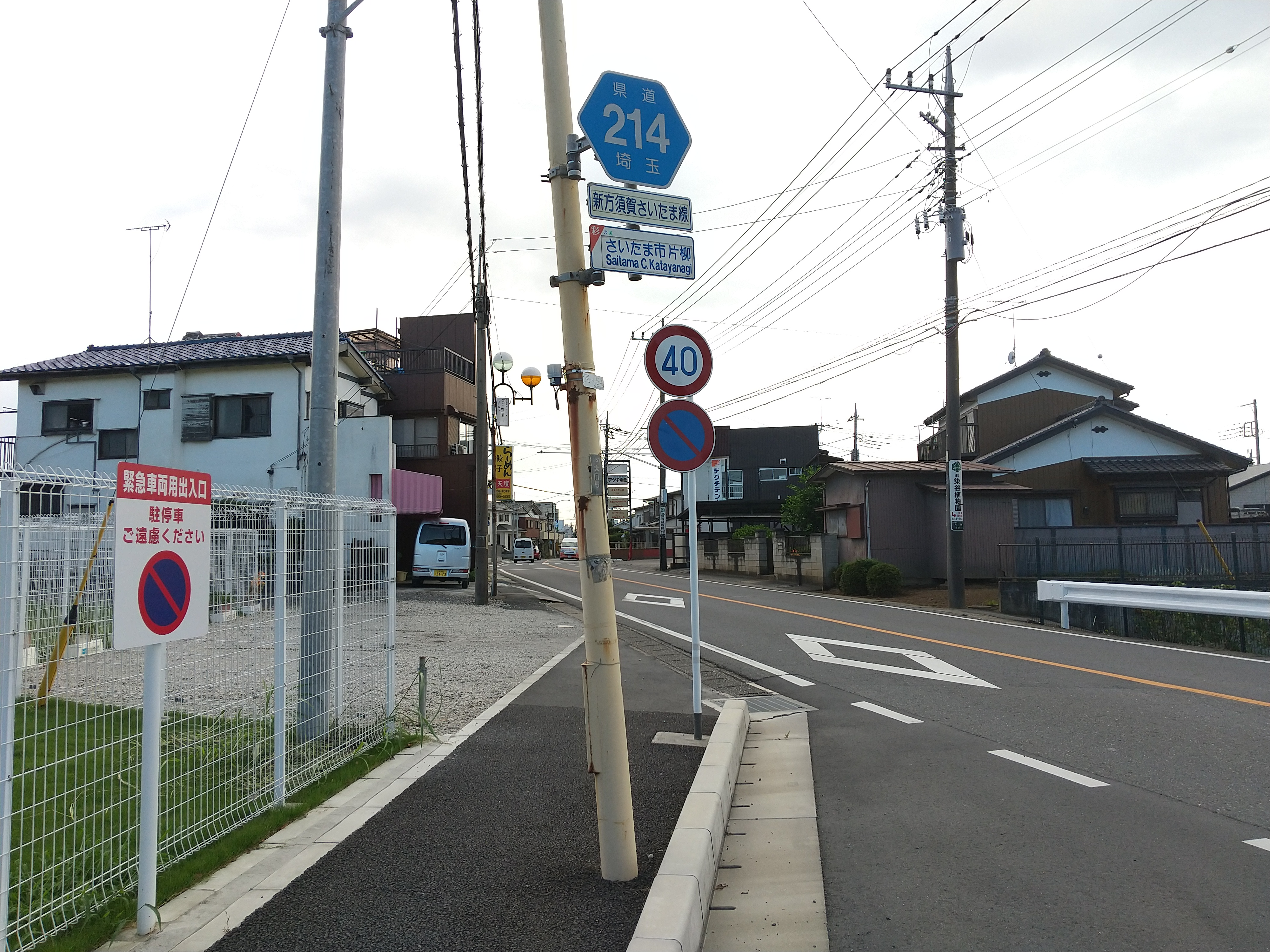
さいたま市見沼区片柳付近
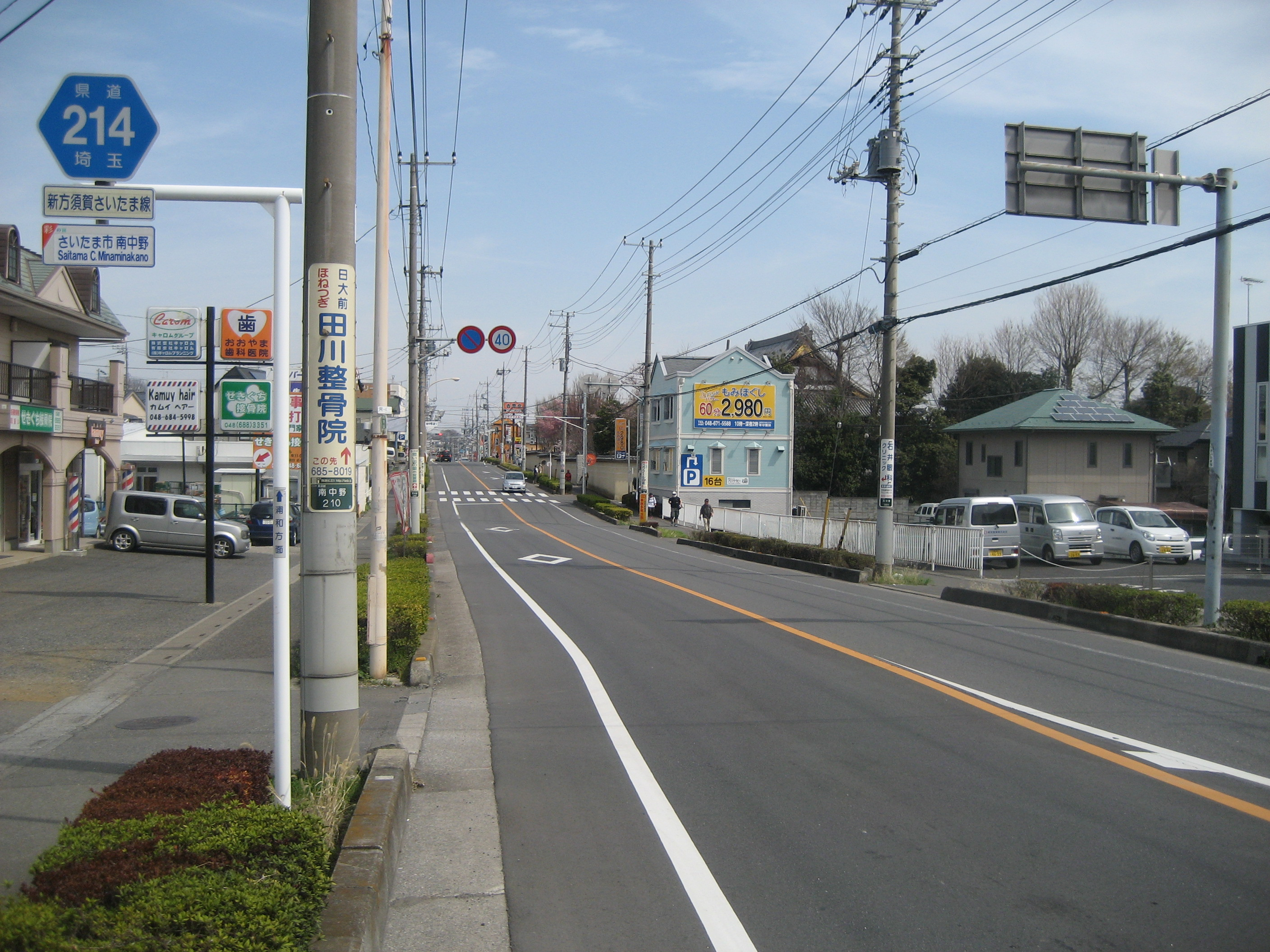
さいたま市見沼区南中野付近
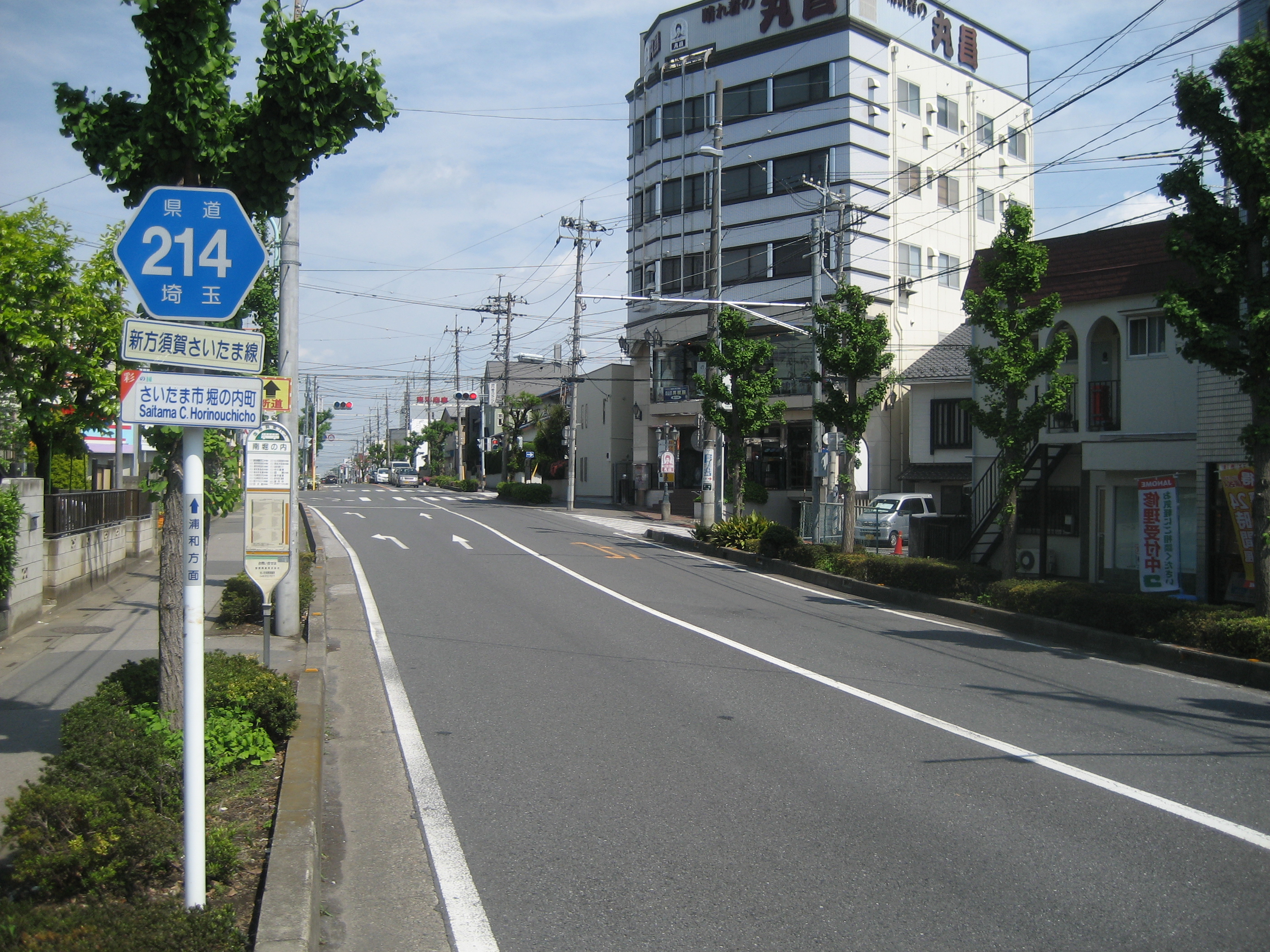
さいたま市大宮区堀の内町付近
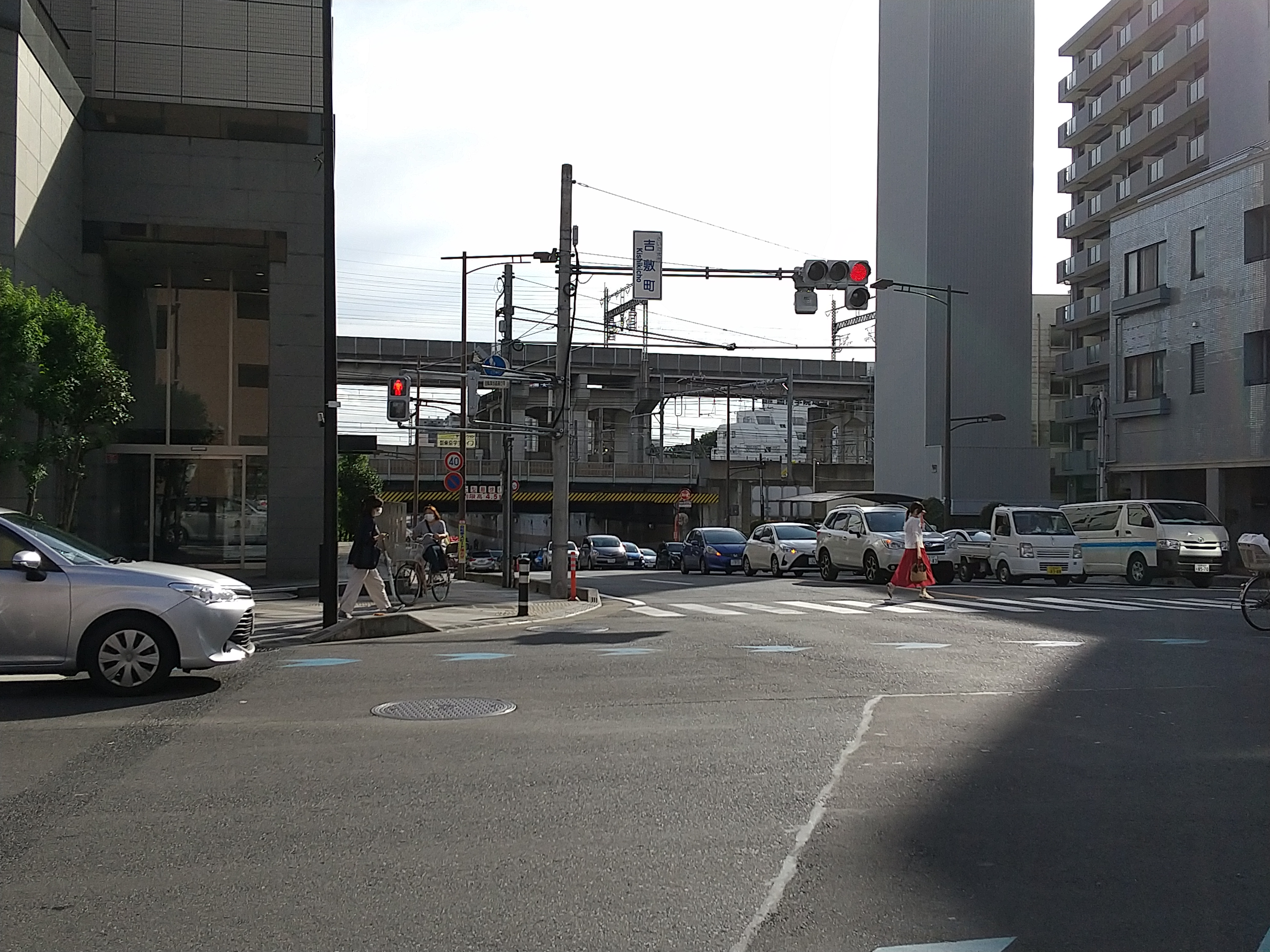
さいたま市大宮区吉敷町交差点
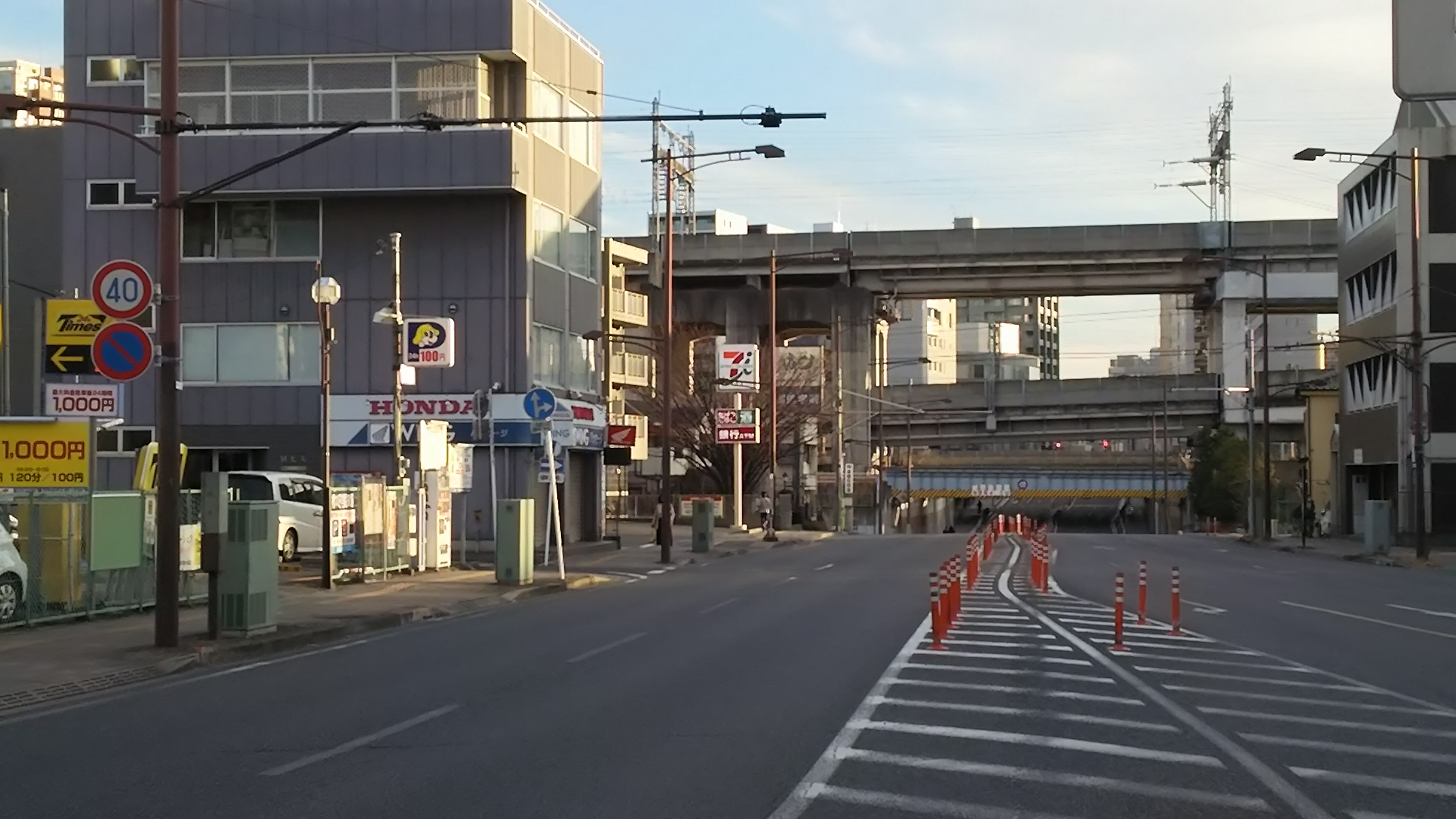
さいたま市中央区上落合付近
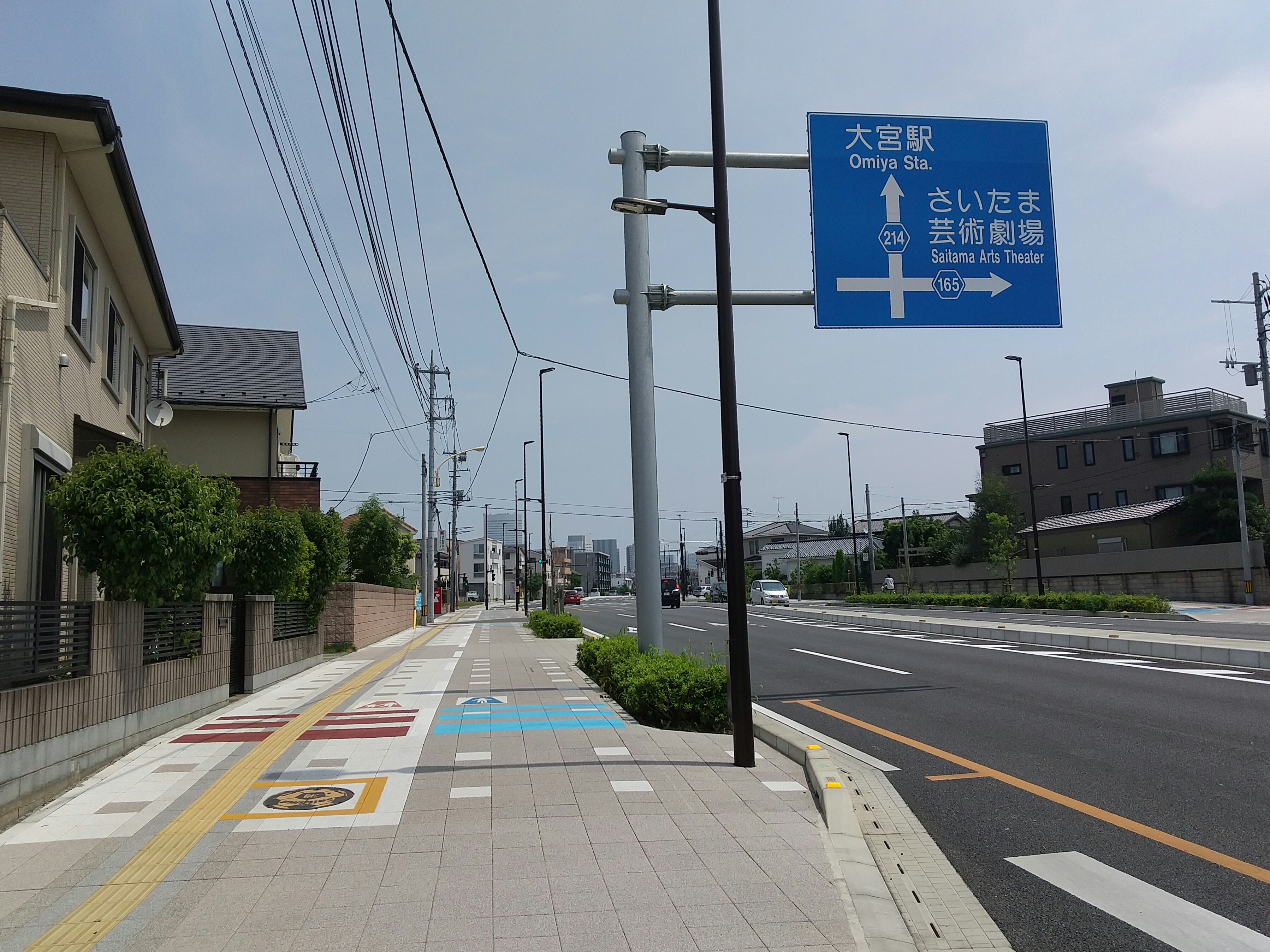
さいたま市大宮区三橋付近